# Otok Hvar - od Uvale Dubovica do rta Nedjelja
Otok Hvar - od Uvale Dubovica do rta Nedjelja este o arie protejată (sit de importanță comunitară — SCI) din Croația întinsă pe o suprafață de 105,24 ha, integral marine.

## Localizare
Centrul sitului Otok Hvar - od Uvale Dubovica do rta Nedjelja este situat la coordonatele 43°08′24″N 16°33′29″E / 43.14°N 16.558°E.

## Înființare
Situl Otok Hvar - od Uvale Dubovica do rta Nedjelja a fost declarat sit de importanță comunitară în iulie 2013 pentru a proteja un număr necunoscut de specii din flora spontană și fauna sălbatică aflate în arealul zonei.

## Biodiversitate
Situată în ecoregiunea marină mediteraneană, aria protejată conține 3 habitate naturale: Recifuri, Terase mlăștinoase și terase nisipoase neacoperite de apă la reflux, Straturi cu Posidonia (Posidonion oceanicae).
La baza desemnării sitului se află un număr nedeclarat de specii protejate.